# Moisés Cordovero
Rabbi Moisés Cordovero ou Moshé ben Yaakov Cordovero (em hebraico: משה קוֹרְדוֹבֵירוֹ; romaniz.: Moshe Kordovero), também conhecido pelo acrônimo Ramak (רמ"ק) (1522 – Safed, 25 de junho de 1570), foi um rabino e cabalista galileu que viveu em Safed (na Síria otomana, atualmente em Israel). Pertencia a uma família espanhola, provavelmente de Córdova devido ao nome "Cordovero". Depois de ter estudado literatura rabínica sob a orientação de Yosef Karo, aos vinte anos de idade foi iniciado por seu cunhado Salomão Al-abi nos mistérios da Cabalá, no qual ele logo se tornou uma autoridade reconhecida. Foi uma figura central no desenvolvimento histórico da Cabalá, líder de uma escola mística no século XVI em Safed, na Galileia.
Após sua morte imediatamente em Safed, Isaac Luria articulou um sistema subseqüente de teologia cabalística, com novas doutrinas supra-racionais reformulando o pensamento cabalístico anterior. Enquanto o lurianismo substituía o esquema cordoveriano e tornava-se predominante no judaísmo, seus seguidores leram obras cordoverianas em harmonia com seus ensinamentos. Onde para eles, o lurianismo descrevia o "Mundo" da Retificação (Tikun Olam), Cordovero descreveu o mundo pré-retificação. Ambas as articulações do renascimento místico do século XVI em Safed deram à Kabbalah uma proeminência intelectual para rivalizar com o racionalismo medieval, cuja influência social no judaísmo havia diminuído após a expulsão dos judeus da Espanha.
Após o florescimento medieval da Cabalá, centrado no Zohar, foram feitas tentativas para dar um sistema intelectual completo à sua teologia, como por Meir ben Ezekiel ibn Gabbai [en]. Influenciado pelo sucesso anterior da filosofia judaica em articular um estudo racional do pensamento judaico, Moshe Cordovero produziu a primeira integração completa das diferentes escolas anteriores na interpretação cabalística. Enquanto eles eram místicos inspirados pelas imagens opacas do Zohar, a Cabalá Cordoveriana utilizou a estrutura conceitual de "causa e efeito" em evolução do "Infinito ao Finito", na sistematização da Cabalá, o método do discurso de estilo filosófico que ele considerou mais eficaz na descrição de um processo que reflete lógica e coerência sequencial. Suas obras enciclopédicas tornaram-se um estágio central no desenvolvimento da Cabalá.

## Sua iniciação na Cabalá
De acordo com seu próprio testemunho na introdução de "Pardes Rimonim", em 1542, aos vinte anos de idade, Ramak ouviu uma "voz celestial" pedindo-lhe para estudar a Cabalá com seu cunhado, o rabino Shlomo Halevi Alkabetz [en], compositor da mística música Lechá Dodi, uma cantiga típica do serviço religioso de Cabalat Shabat. Ele foi assim iniciado nos mistérios do Zohar. O jovem Ramak não apenas dominou o texto, decidiu organizar os temas cabalísticos que existiam até os seus dias e apresentá-los de maneira organizada. Isso levou à composição de seu primeiro livro, Pardes Rimonim ("Pomar de Romãs"), que foi concluído em 1548 e assegurou a reputação de Ramak como um brilhante Cabalista e um pensador lúcido. "O Pardes" como é conhecido, foi uma sistematização de todo o pensamento cabalístico até aquela época e caracterizou a tentativa do autor de reconciliar várias escolas primitivas com os ensinamentos conceituais do Zohar a fim de demonstrar uma unidade essencial e uma base filosófica auto-consistente Cabala.

## Seu método
Em uma série de trabalhos (veja abaixo), o mais importante dos quais é intitulado "Pardes Rimonim", Cordovero se esforçou para elucidar todos os princípios da Cabalá, tais como as doutrinas da sefirot, emanação, os nomes divinos, a importação e significado do alfabeto, etc. A concepção de Cordovero da Deidade apresentada por ele em seu "Shiur Ḳomah" é bastante original. É surpreendentemente idêntico ao ensinado mais tarde por Espinoza e não pode haver dúvida de que o filósofo holandês fez alusão a Cordovero quando, em resposta à pergunta que lhe foi dirigida por seu amigo Oldenburg sobre a origem de sua teoria, ele se referiu a um antigo filosófico judeu ("Epístola", pp. 21, 22). Ao descrever a relação de Deus com suas criaturas, Cordovero se expressa nos seguintes termos:
"E o Santo - bendito seja Ele! - brilha nas dez sefirot do mundo da emanação, nas dez sefirot do mundo da criação, e nas dez esferas celestiais. Ao investigar este assunto, o leitor descobrirá: que nós todos procedemos d'Ele e somos compreendidos n'Ele, que nossa vida está entrelaçada com a Sua, que Ele é a existência de todos os seres, que os seres inferiores, tais como vegetais e animais, que nos servem como alimento, não estão fora d'Ele. Em suma, Ele descobrirá que tudo é uma roda giratória, que sobe e desce - tudo é Um, e não há nada separado d'Ele ". ("Shiur Ḳomah"ch. xxii.)

#### Relação de finito e infinito
Mas que relação pode haver entre o ser infinito, eterno e necessário e o mundo corpóreo e composto? Então, novamente, se nada existe fora de Deus, como é a existência do universo a ser explicado?
Sua criação em um determinado tempo definido pressupõe uma mudança de mentalidade por parte de Deus; e isso é inadmissível, pois não é possível atribuir-lhe qualquer alteração ou alteração. Estes problemas Cordovero se esforça para resolver no "Pardes Rimonim". A questão de como poderia o finito e corpóreo proceder de Deus, que é infinito e incorpóreo, é explicada por ele pela doutrina da concentração da luz divina, através da qual o finito, que não tem existência própria, apareceu como existente. Da concentração da luz divina procedida por uma emanação sucessiva, as dez sefirot ou as ferramentas dinâmicas, através do qual toda a mudança ocorre ("Sha'ar 'Aẓamot we-Kelim," iv.). Grande desenvolvimento é dado no "Pardes" à questão dos atributos divinos. Cordovero não apenas adota o princípio aristotélico de que em Deus o pensador, o pensamento e o objeto pensado estão absolutamente unidos, mas ele postula uma diferença essencial entre o modo de pensar de Deus e o do homem.

## Biografia
O Ramak nasceu ou se mudou para Safed na Terra de Israel, a cidade que logo se tornaria famosa como um centro da Cabalá e da criatividade mística.
Apesar de não estar envolvido em estudos místicos até seu vigésimo aniversário, logo ganhou a reputação de ser um gênio extraordinário e um escritor prolífico. Além de seu conhecimento em Cabalá, ele era um erudito talmúdico e um homem de maestria dominante no pensamento filosófico judaico que era respeitado nesses campos.
Ao contrário da crença popular, no entanto, Ramak não foi um dos rabinos que recebeu a semichá especial ("ordenação") do rabino Jacob Berab [en] em 1538, ao lado do rabino Yosef Karo (professor de Cordovero em Halaká), o rabino Moses ben Joseph di Trani [en], o rabino Yosef Sagis e o rabino Moshe Alshich. Como um todo, as contribuições de Ramak para a posteridade foram em Cabalá especulativa e performativa, mas durante sua vida ele foi o renomado líder da Yeshivá para imigrantes portugueses em Safed.

## Seus trabalhos
Seu primeiro trabalho foi Pardes Rimonim, que consiste em treze portões ou seções, subdivididos em capítulos. Foi publicado pela primeira vez em Cracóvia, em 1591. Um currículo foi publicado, sob o título "Asis Rimmonim", cuja autoria é de Samuel Gallico; Comentários sobre algumas partes foram escritos por Menaém Azariah da Fano, Mordecai Prszybram e Isaías Horowitz.
A obra original foi parcialmente traduzida para o latim por Bartolocci ("Biblia Rabbinica", iv. 231 e segs.), Por Joseph Ciantes (em "De Sanctissima Trinitate Contra Judas", Roma, 1664), por Athanasius Kircher (Roma, 1652- 54) e por Knorr von Rosenroth (em "Kabbala Denudata", Sulzbach, 1677).
Mas, foi o seu segundo trabalho - a sua magnum opus intitulado Ohr Yakar - um comentário de 16 volumes sobre a Literatura zoharica em sua totalidade e uma obra na qual Ramak dedicou a maior parte de sua vida (a publicação moderna desta grande obra começou em meados da década de 1960 e atingiu fruição parcial em Jerusalém em 2004 , embora o conjunto de 23 volumes tenha deixado de fora cerca de dois terços do Tikunei Zohar; volumes adicionais ainda estão sendo publicados). Algumas partes de Ohr Yakar foram publicadas em títulos separados, como Shiur Qomá (ou Kamá), Tefilá le-Moshe.
Outras obras de Cordovero são:
- "Ou Ne'erav" (Veneza, 1587; Cracóvia, 1647; Fürth, 1710), uma introdução à Cabala;
- "Sefer Gerushin" (Veneza, 1543), reflexões cabalísticas e comentários sobre noventa e nove passagens da Bíblia;
- "Tomer Deborah" (Veneza, 1588), um tratado ético;
- "Zibḥe Shelamim" (Lublin; 1613), comentário cabalístico sobre as orações por Rosh ha-Shanah e o "Abodah" do Dia da Expiação;
- "Tiḳḳun Ḳeri'at Shema" (Praga, 1615), sobre o Shemá ;
- "Tiḳḳun Lel Shebu'ot nós-Hosha'na Rabbah" (nd), orações pelas noites de Pentecostes e Hosha'na Rabbah ; "Perush ha-Tefillah" (nd, np), comentário cabalístico sobre as orações.

As obras inéditas de Cordovero são:
- "Elimah Rabbati"
- "Shi'ur Ḳomah" (MS Benzion, n. 18);
- "Sefer Ohr Yaḳar"
- "Perush Sefer Yeẓirah"
- "Perush 'al Megillat Ekah"
- "Perush 'al ha-Torah"
- "Perush 'al Shir ha-Shirim"
- "Be-Saba Ta'ama"
- "Heneẓu ha-Rimmonim"
- "Mebaḳḳesh Adonai"
- "Tefillah le-Mosheh"

## Seus discípulos
Por volta de 1550, o Ramak fundou uma academia de Cabalá em Safed, na Galileia, que liderou por aproximadamente vinte anos, até sua morte.
Segundo a lenda judaica, foi relatado que o profeta Elias se revelou a ele, entre seus discípulos estavam muitos dos luminares de Safed, incluindo o rabino Eliyahu de Vidas [en], autor de Reshit Chochmah ("Início da Sabedoria"), e rabbi Hayym Vital , que mais tarde se tornou discípulo e o registrador oficial e disseminador dos ensinamentos do rabino Isaac Luria.

## Seu sucessor
Segundo a tradição, Isaac Luria (conhecido por acrônimos uns deles são: "Ari" ou "Arizal") chegou em Safed no dia exato do funeral de Moshe Cordovero em 1570. As duas escolas de Cordovero e Luria dão dois relatos alternativos e a síntese da teologia completa da Cabalá até então, com base em sua interpretação do Zohar.
Após a disseminação pública do Zohar nos tempos medievais, várias tentativas foram feitas para dar um sistema intelectual completo de teologia às suas diferentes escolas e interpretações.
Influenciado pelo sucesso racional anterior da filosofia judaica , especialmente o trabalho de Maimônides, ao produzir uma articulação intelectual sistemática do judaísmo, o Ramak alcançou a primeira sistematização aceita da Cabalá, com base em sua categorização racional e estudo.
Seguidores subsequentes do Ari viram seus ensinamentos harmoniosos e uma interpretação mais profunda do sistema do Zohar e do Ramak, mas o novo sistema de Isaac Luria revelou doutrinas completamente novas, bem como novas descrições das ideias anteriores da Cabalá. Com o tempo, a Cabala Luriânica emergiu como o sistema dominante; no entanto, as obras de Ramak ainda são altamente estimadas e amplamente estudadas.